# Haiphong
Haiphong (în vietnameză Hải Phòng, AFI: [ha᷉ːj fâwŋ͡m] ⓘ) este un oraș industrial important, al doilea oraș ca mărime din nordul Vietnamului. Hai Phong este, de asemenea, centrul tehnologiei, economiei, culturii, medicinei, educației, științei și comerțului pe coasta de nord a Vietnamului.
Orașul Hai Phong își are originea de la fondarea sa din 1887 ca o colonie a Imperiului Colonial Francez. În 1888 președintele A Treii Republici Franceze Sadi Carnot a promulgat un decret de instituire a orașului Hai Phong. Din 1954 până în 1975 Hai Phong a servit ca cel mai important oraș maritim al Vietnamului de Nord și în 1976 a devenit una dintre municipalitățile controlate direct ale unui Vietnam reunificat împreună cu orașele Ha Noi și Ho Chi Minh. În secolul al XXI-lea Hai Phong apare ca o poartă comercială, un oraș industrial modern, verde, orientat spre a deveni cel de-al treilea oraș de clasă specială al Vietnamului până în 2030 sau cel târziu până în 2050.

## Legături externe
- Official Website of Haiphong City Arhivat în 27 iulie 2012, la Wayback Machine.
- Official Website of Haiphong Tourism.
- History of Haiphong[nefuncțională]
: interactive Google Map with specific sites and historic views of the city from French colonial times.